# دردار طويل الورق
دردار طويل الورق (الاسم العلمي: Ulmus longifolia) هو نوع نباتي يتبع جنس الدردار من فصيلة الدردارية.